# در جستجوی بوسه نیمه‌شب
در جستجوی بوسهٔ نیمه‌شب (به انگلیسی: In Search of a Midnight Kiss) فیلم کمدی رمانتیک آمریکایی ساخته‌ٔ سال ۲۰۰۷ است. این فیلم در میان ۱۰ فیلم برتر مستقل سال ۲۰۰۸ به انتخاب هیئت ملی بازبینی فیلم قرار گرفته است. در عین حال این فیلم برندهٔ جایزه ایندیپندنت اسپیریت (جان کازاوت) در سال ۲۰۰۹ شده‌است.  این فیلم برای اولین بار در جشنواره ترایبکا به نمایش درآمد. 

## داستان فیلم
فیلم با ویلسون (اسکوت مک‌نری) ۲۹ ساله در روز پایانی سال آغاز می‌شود. او که از تگزاس برای نوشتن فلیم‌نامه به لس‌آنجلس آمده، در یک آپارتمان با یاکوب (برایان متیو مک‌گوایر) و مین (کاتلین لیونگ) زندگی می‌کند. بعد از اینکه فیلم‌نامه ای که او نوشته است دزدیده می‌شود، دوست دختر سابقش ترکش می‌کند و چند بدبیاری دیگر در سال‌های اقامتش در لس‌انجلس او به افسردگی دچار شده‌است. جاکوب تنها راه کمک به وی را یافتن یک دوست دختر جدید می‌داند، از این رو او را وادار می‌کند در کریگزلیست یک آگهی برای شب عاشقانه سال نو بنویسد. پس از نوشتن این آگهی این وویین (سارا سیموندز) است که با او تماس می‌گیرد تا با او قرار ملاقات بگذارد و فیلم وقایع آن روز را بازگو می‌کند.

## نظر منتقدان
راجر ایبرت از شیکاگو سان-تایمز به این فیلم ۳.۵ ستاره از ۴ داده‌است. او این فیلم را با پیش از غروب مقایسه کرده‌است. او چهرهٔ واقعی شخصیت‌های داستان را تحسین کرد.  فیلیپ فرنچ از گاردین فیلم‌برداری سیاه و سفید فیلم را از نقاط قوت آن دانسته است.